# Likarivșciîna, Nedrîhailiv
Likarivșciîna (în ucraineană Лікарівщина) este un sat în comuna Zelenkivka din raionul Nedrîhailiv, regiunea Sumî, Ucraina.

## Demografie
Componența lingvistică a localității Likarivșciîna
     Ucraineană (97,37%)
     Rusă (2,63%)
Conform recensământului din 2001, majoritatea populației localității Likarivșciîna era vorbitoare de ucraineană (97,37%), existând în minoritate și vorbitori de rusă (2,63%).